# 波羅薩爾區
10°15′42″N 85°12′09″W / 10.26167°N 85.20250°W
波羅薩爾區（西班牙語：Porozal District），是哥斯達黎加的行政區，位於該國西北部瓜納卡斯特省，由卡尼亞斯縣負責管轄，面積106平方公里，海拔高度35米，2013年人口751人，人口密度每平方公里7人。